# Dani Futuro
Dani Futuro est un personnage et une série de bande dessinée créée par Carlos Giménez et Víctor Mora. Cette série de science-fiction raconte les aventures d'un adolescent du XXe siècle qui se réveille deux siècles plus tard.
Cette série d'aventure et de science-fiction connaît un net succès en Espagne où elle contribue au renouveau de la bande dessinée espagnole. Elle est ensuite publiée en français dans le journal de Tintin.

## Trame
Fils d'un scientifique du XXe siècle, Dani Futuro, alors appelé Daniel Blancor, est victime d'un accident d'avion. Il est pris dans les glaces du Cercle polaire arctique et se retrouve momifié,.
L'action commence en 2110, lorsque le héros se réveille après 157 ans d'hibernation. Dani Futuro apprend alors à vivre au XXIIe siècle. Il s'y fait plusieurs amis : le docteur Dosian, qui l'a découvert et devient son fidèle compagnon ; Iris, la charmante nièce du docteur ; et Jules, un robot,.
À cette époque, les progrès scientifiques ont éradiqué presque toutes les catastrophes naturelles terrestres. Mais il subsiste des menaces et des injustices contre lesquelles Dani Futuro lutte courageusement, avec l'aide de ses amis. 
Dans La Planète des malédictions, une société d'exploitation épuise les ressources en bois d'une planète, ce qui provoque un grave dérèglement climatique amenant une période glaciaire. Le problème est résolu en laissant proliférer une plante autochtone qui recycle l'oxygène natif.
L'épisode la fin d'un monde montre Dani Futuro se rendant dans une planète éloignée où deux factions rivales luttent pour exploiter de plus en plus de ressources.

## Auteurs
Víctor Mora est l'auteur des scénarios de ce « ressuscité du passé », d'abord sous le pseudonyme de Eugenio Roca,. Ses scénarios sont robustes, avec de multiples rebondissements dans le fantastique, déployant les volets successifs de l'intrigue.
Carlos Giménez en signe les illustrations, de façon semi-réaliste. Avec un style qui a spectaculairement évolué, il se révèle comme un artiste clé de la bande dessinée espagnole, et son graphisme magnifique procure des pages d'anthologie, avec la conception de paysages imaginaires très élaborés où évoluent les personnages ainsi que des machines futuristes nouvelles à chaque page.
Dans la version française, les scénarios de Mora sont adaptés par Greg.

## Impact de la série
Dani Futuro obtient un succès considérable, dans le genre futuriste. C'est une des principales séries de science-fiction qui sont à l'origine du fort renouveau de la bande dessinée espagnole.
Le personnage de Dani Futuro incarne un nouveau genre de héros, qui tout en étant les héritiers de leurs prédécesseurs, se retrouvent affranchis des limitations idéologiques. La mode de la science-fiction dans les années 1970 permet d'aborder le thème de l'oppression par le biais de la fable futuriste. Tout en procurant des revenus économiques non négligeables, cette série marque aussi le début de la prise de conscience des professionnels de la bande dessinée pour un engagement politique dans les années de transition après l'oppression franquiste.
Politiquement, la série dénonce aussi les méfaits de l'exploitation abusive des ressources naturelles et leur impact sur le changement climatique, notamment dans les épisodes la Planète des malédictions et la Fin d'un monde.

## Publication
Les aventures de Dani Futuro paraissent d'abord fin 1969 dans l'Almanach 1970 de la revue espagnole Gaceta Junior (es), en un récit de quatre planches. Mais ce n'est là qu'une sorte de présentation, sans grand rapport avec ce qui sera la trame principale de la série. 
Plusieurs histoires complètes paraissent ensuite dans le même journal. La première d'entre elles paraît dans l'hebdomadaire numéro 75 en mars 1970, et raconte l'origine du héros comme sa situation dans la nouvelle époque. 
La série présente tous les ingrédients pour devenir un succès auprès des critiques et du public, avec un scénario très solide plein de situations fantastiques à multiples facettes, dans une mise en scène graphique alliant les somptueux paysages et les engins futuristes.
Mais les ventes de la Gaceta Junior sont en forte baisse. La publication s'arrête au numéro 81 de l'hebdomadaire, et l'avenir de la série semble bien compromis. 
Plusieurs autres récits de Dani Futuro sont publiés ensuite par El Diario de la Vanguardia et dans l'hebdomadaire Tío Vivo (es). 
Mais les droits sur les personnages sont inexplicablement vendus, et les auteurs doivent porter l'affaire devant les tribunaux. Pendant ce temps, les auteurs, voulant continuer sur le même créneau, publient l'aventure d'Iris d'Andromède et essayent de lancer une nouvelle bande dessinée, Ray 25, sur une intrigue similaire.
Une fois réglée la question des droits, les récits de Dani Futuro paraissent ensuite en français dans le journal de Tintin, à partir de 1971. Greg, le directeur du journal, croit au potentiel de la série, mais le lectorat de Tintin lui fait un accueil mitigé, et la publication dans l'hebdomadaire s'arrête en 1976.

## Albums

### Version espagnole
En version espagnole, les albums suivants sont édités par Planeta :
1. Dani Futuro 1, 1970 ;
2. Dani Futuro 2, 1970 ;
3. Los amos de Psicodelia, 1973 ;
4. El planeta de las catástrofes, 1972 ;
5. El fin de un mundo, 1975 ;
6. El mago del espacio, 1975 ;
7. Iris de Andrómeda, 1974.

### Version française
Les albums de la série en version française sont publiés aux éditions du Lombard de 1973 à 1984 :
1. La Planète Nevermor, 1973 ;
2. Le Cimetière de l'espace, 1974 ;
3. La Planète des malédictions, 1975  (ISBN 2-205-00951-6) ;
4. Les Maîtres de Psychedelia, 1976 ;
5. Une Planète en héritage, 1977  (ISBN 2-205-01092-1) ;
6. La Fin d'un monde, 1982 ;
7. Le Magicien de l'espace, 1983  (ISBN 2-8036-0397-7).